# Randall, Minnesota
Randall là một thành phố thuộc quận Morrison, tiểu bang Minnesota, Hoa Kỳ. Năm 2010, dân số của thành phố này là 650 người.

## Dân số
- Dân số năm 2000: 535 người.
- Dân số năm 2010: 650 người.